# German Football League 2021
La German Football League 2021, detta anche SharkWater GFL 2021 per ragioni di sponsorizzazione, è la 43ª edizione del campionato di football americano di primo livello, organizzato dalla AFVD.

## Squadre partecipanti
| Club                     | Città                | Stadio                                 | Sponsor ufficiale | Risultato nella stagione 2020 |
| ------------------------ | -------------------- | -------------------------------------- | ----------------- | ----------------------------- |
| Allgäu Comets            | Kempten              | Illerstadion                           |                   |                               |
| Berlin Rebels            | Berlino              | Mommsenstadion                         |                   |                               |
| Cologne Crocodiles       | Colonia              | Sportpark Höhenberg                    |                   |                               |
| Dresden Monarchs         | Dresda               | Heinz-Steyer-Stadion                   |                   |                               |
| Frankfurt Universe       | Francoforte sul Meno | Frankfurter Volksbank Stadion          | Samsung           |                               |
| Kiel Baltic Hurricanes   | Kiel                 | Kilia-Stadion                          |                   |                               |
| Marburg Mercenaries      | Marburgo             | Georg-Gaßmann-Stadion                  |                   |                               |
| Munich Cowboys           | Monaco di Baviera    | Städtisches Stadion an der Dantestraße |                   |                               |
| New Yorker Lions         | Braunschweig         | Eintracht-Stadion                      | New Yorker        |                               |
| Potsdam Royals           | Potsdam              | Luftschiffhafen                        |                   |                               |
| Ravensburg Razorbacks    | Ravensburg           |                                        |                   |                               |
| Saarland Hurricanes      | Saarbrücken          |                                        |                   |                               |
| Schwäbisch Hall Unicorns | Schwäbisch Hall      | Optima-Sportpark                       |                   |                               |
| Stuttgart Scorpions      | Stoccarda            | Gazi-Stadion auf der Waldau            |                   |                               |

## Stagione regolare

### Calendario

#### 1ª giornata
| Schwäbisch Hall 4 giugno 2021, ore 18:45 | Schwäbisch Hall Unicorns | 58 – 14 (21-0 10-0 20-6 7-8) referto | Ravensburg Razorbacks | Optima Sportpark (100 spett.)\| Arbitro: \| Fischer \| |
| Arbitro:                                 | Fischer                  |                                      |                       |                                                        |

| Kiel 5 giugno 2021, ore 15:00 | Kiel Baltic Hurricanes | 6 – 55 (0-14 6-21 0-7 0-13) referto | Potsdam Royals | Kiliaplatz\| Arbitro: \| Pruin \| |
| Arbitro:                      | Pruin                  |                                     |                |                                   |

| Colonia 5 giugno 2021, ore 15:02 | Cologne Crocodiles | 48 – 41 (7-10 10-14 21-10 10-7) referto | Dresden Monarchs | Südstadion (500 spett.)\| Arbitro: \| Kopka \| |
| Arbitro:                         | Kopka              |                                         |                  |                                                |

| Monaco di Baviera 5 giugno 2021, ore 16:00 | Munich Cowboys | 72 – 0 (21-0 37-0 7-0 7-0) referto | Frankfurt Universe | Städtisches Stadion an der Dantestraße\| Arbitro: \| Plendl \| |
| Arbitro:                                   | Plendl         |                                    |                    |                                                                |

| Saarbrücken 5 giugno 2021, ore 18:00 | Saarland Hurricanes | 35 – 6 (7-0 21-6 7-0 0-0) referto | Stuttgart Scorpions | Ludwigsparkstadion (0 spett.)\| Arbitro: \| Nabinger \| |
| Arbitro:                             | Nabinger            |                                   |                     |                                                         |

| Marburgo 6 giugno 2021, ore 16:00 | Marburg Mercenaries | 7 – 31 (7-8 0-14 0-6 0-3) referto | Allgäu Comets | Georg-Gaßmann-Stadion (200 spett.)\| Arbitro: \| Schrader \| |
| Arbitro:                          | Schrader            |                                   |               |                                                              |

#### 2ª giornata
| Francoforte sul Meno 12 giugno 2021, ore 15:58 | Frankfurt Universe | 0 – 83 (0-7 0-35 0-21 0-20) referto | Saarland Hurricanes | PSD Bank Arena (0 spett.)\| Arbitro: \| A. Kopka \| |
| Arbitro:                                       | A. Kopka           |                                     |                     |                                                     |

| Potsdam 12 giugno 2021, ore 16:30 | Potsdam Royals | 52 – 6 (23-0 8-0 14-0 7-6) referto | Kiel Baltic Hurricanes | Karl-Liebknecht-Stadion (500 spett.)\| Arbitro: \| Gitting \| |
| Arbitro:                          | Gitting        |                                    |                        |                                                               |

| Dresda 12 giugno 2021, ore 16:45 | Dresden Monarchs | 54 – 34 (14-0 6-3 21-13 13-18) referto | Cologne Crocodiles | Heinz-Steyer-Stadion (1530 spett.)\| Arbitro: \| Schwieger \| |
| Arbitro:                         | Schwieger        |                                        |                    |                                                               |

| Stoccarda 12 giugno 2021, ore 17:00 | Stuttgart Scorpions | 29 – 38 (0-14 14-14 9-0 6-10) referto | Marburg Mercenaries | Gazi-Stadion auf der Waldau (256 spett.)\| Arbitro: \| Fischer \| |
| Arbitro:                            | Fischer             |                                       |                     |                                                                   |

| Braunschweig 12 giugno 2021, ore 18:00 | New Yorker Lions | 31 – 0 (7-0 17-0 7-0 0-0) referto | Berlin Rebels | Eintracht-Stadion (0 spett.)\| Arbitro: \| Pruin \| |
| Arbitro:                               | Pruin            |                                   |               |                                                     |

| Weingarten 13 giugno 2021, ore 15:00 | Ravensburg Razorbacks | 27 – 26 (14-3 0-3 0-14 13-6) referto | Munich Cowboys | Lindenhofstadion (500 spett.)\| Arbitro: \| Nabinger \| |
| Arbitro:                             | Nabinger              |                                      |                |                                                         |

#### 3ª giornata
| Saarbrücken 18 giugno 2021, ore 20:15 | Saarland Hurricanes | 20 – 45 (0-0 6-21 7-10 7-14) referto | Schwäbisch Hall Unicorns | Ludwigsparkstadion (0 spett.)\| Arbitro: \| Nabinger \| |
| Arbitro:                              | Nabinger            |                                      |                          |                                                         |

| Colonia 19 giugno 2021, ore 14:58 | Cologne Crocodiles | 49 – 13 (7-6 35-0 7-0 0-7) referto | Kiel Baltic Hurricanes | Südstadion (500 spett.)\| Arbitro: \| Schrader \| |
| Arbitro:                          | Schrader           |                                    |                        |                                                   |

| Berlino 19 giugno 2021, ore 15:00 | Berlin Rebels | 22 – 29 (0-7 7-9 7-6 8-7) referto | New Yorker Lions | Mommsenstadion (0 spett.)\| Arbitro: \| Schwieger \| |
| Arbitro:                          | Schwieger     |                                   |                  |                                                      |

| Monaco di Baviera 20 giugno 2021, ore 15:00 | Munich Cowboys | 62 – 6 (14-0 14-6 28-0 6-0) referto | Stuttgart Scorpions | Städtisches Stadion an der Dantestraße (500 spett.)\| Arbitro: \| Maurer \| |
| Arbitro:                                    | Maurer         |                                     |                     |                                                                             |

| Marburgo 20 giugno 2021, ore 16:00 | Marburg Mercenaries | 20 – 28 (3-7 10-7 7-7 0-7) referto | Ravensburg Razorbacks | Georg-Gaßmann-Stadion (200 spett.)\| Arbitro: \| Kopka \| |
| Arbitro:                           | Kopka               |                                    |                       |                                                           |

#### 4ª giornata
| Potsdam 26 giugno 2021, ore 16:30 | Potsdam Royals | 31 – 7 (7-0 3-0 14-0 7-7) referto | Cologne Crocodiles | Karl-Liebknecht-Stadion (1000 spett.)\| Arbitro: \| Schwieger \| |
| Arbitro:                          | Schwieger      |                                   |                    |                                                                  |

| Braunschweig 26 giugno 2021, ore 16:45 | New Yorker Lions | 27 – 35 (0-7 7-21 6-0 14-7) referto | Dresden Monarchs | Eintracht-Stadion (0 spett.)\| Arbitro: \| Pruin \| |
| Arbitro:                               | Pruin            |                                     |                  |                                                     |

| Stoccarda 26 giugno 2021, ore 17:00 | Stuttgart Scorpions | 55 – 20 (6-14 35-0 14-0 0-6) referto | Frankfurt Universe | Gazi-Stadion auf der Waldau (509 spett.)\| Arbitro: \| Fischer \| |
| Arbitro:                            | Fischer             |                                      |                    |                                                                   |

| Berlino 26 giugno 2021, ore 18:00 | Berlin Rebels | 28 – 14 (0-0 14-0 0-7 14-7) referto | Kiel Baltic Hurricanes | Mommsenstadion (0 spett.)\| Arbitro: \| Gitting \| |
| Arbitro:                          | Gitting       |                                     |                        |                                                    |

| Weingarten 27 giugno 2021, ore 15:00 | Ravensburg Razorbacks | 31 – 38 (7-7 3-0 7-3 14-28) referto | Saarland Hurricanes | Lindenhofstadion (750 spett.)\| Arbitro: \| Maurer \| |
| Arbitro:                             | Maurer                |                                     |                     |                                                       |

| Kempten 27 giugno 2021, ore 15:00 | Allgäu Comets | 20 – 17 (0-3 12-14 0-0 8-0) referto | Munich Cowboys | Illerstadion (310 spett.)\| Arbitro: \| Plendl \| |
| Arbitro:                          | Plendl        |                                     |                |                                                   |

#### 5ª giornata
| Schwäbisch Hall 3 luglio 2021, ore 14:30 | Schwäbisch Hall Unicorns | 82 – 0 (21-0 26-0 21-0 14-0) referto | Stuttgart Scorpions | Optima Sportpark (1100 spett.)\| Arbitro: \| Nabinger \| |
| Arbitro:                                 | Nabinger                 |                                      |                     |                                                          |

| Kiel 3 luglio 2021, ore 15:00 | Kiel Baltic Hurricanes | 34 – 31 (13-7 7-10 6-14 8-0) referto | New Yorker Lions | Moorteichwiese (500 spett.)\| Arbitro: \| Pruin \| |
| Arbitro:                      | Pruin                  |                                      |                  |                                                    |

| Potsdam 3 luglio 2021, ore 16:30 | Potsdam Royals | 15 – 31 (0-7 7-14 0-7 8-3) referto | Dresden Monarchs | Karl-Liebknecht-Stadion (1000 spett.)\| Arbitro: \| Gitting \| |
| Arbitro:                         | Gitting        |                                    |                  |                                                                |

| Colonia 3 luglio 2021, ore 16:46 | Cologne Crocodiles | 34 – 6 (6-0 22-0 0-0 6-0) referto | Berlin Rebels | Südstadion (0 spett.)\| Arbitro: \| Kopka \| |
| Arbitro:                         | Kopka              |                                   |               |                                              |

| Marburgo 4 luglio 2021, ore 16:00 | Marburg Mercenaries | 21 – 24 (14-0 0-10 7-0 0-14) referto | Munich Cowboys | Georg-Gaßmann-Stadion (500 spett.)\| Arbitro: \| Stehle \| |
| Arbitro:                          | Stehle              |                                      |                |                                                            |

#### 6ª giornata
| Dresda 10 luglio 2021, ore 15:00 | Dresden Monarchs | 49 – 20 (0-0 35-14 14-0 0-6) referto | Berlin Rebels | Heinz-Steyer-Stadion (1520 spett.)\| Arbitro: \| Schwieger \| |
| Arbitro:                         | Schwieger        |                                      |               |                                                               |

| Francoforte sul Meno 10 luglio 2021, ore 15:59 | Frankfurt Universe | 12 – 42 (0-14 6-7 6-14 0-7) referto | Marburg Mercenaries | PSD Bank Arena (312 spett.)\| Arbitro: \| D. Schrader \| |
| Arbitro:                                       | D. Schrader        |                                     |                     |                                                          |

| Stoccarda 10 luglio 2021, ore 16:45 | Stuttgart Scorpions | 7 – 14 (0-0 0-0 0-7 7-7) referto | Ravensburg Razorbacks | Gazi-Stadion auf der Waldau (552 spett.)\| Arbitro: \| Fischer \| |
| Arbitro:                            | Fischer             |                                  |                       |                                                                   |

| Braunschweig 10 luglio 2021, ore 18:00 | New Yorker Lions | 3 – 50 (0-7 0-21 0-7 3-15) referto | Potsdam Royals | Eintracht-Stadion (801 spett.)\| Arbitro: \| Kopka \| |
| Arbitro:                               | Kopka            |                                    |                |                                                       |

| Kempten 11 luglio 2021, ore 15:00 | Allgäu Comets | 7 – 17 (0-3 7-7 0-0 0-7) referto | Saarland Hurricanes | Illerstadion (3390 spett.)\| Arbitro: \| Maurer \| |
| Arbitro:                          | Maurer        |                                  |                     |                                                    |

#### Recuperi 1
| Monaco di Baviera 24 luglio 2021, ore 16:00 | Munich Cowboys | 7 – 20 (0-7 0-6 0-0 7-7) referto | Schwäbisch Hall Unicorns | Städtisches Stadion an der Dantestraße (1500 spett.)\| Arbitro: \| Plendl \| |
| Arbitro:                                    | Plendl         |                                  |                          |                                                                              |

| Francoforte sul Meno 24 luglio 2021, ore 16:00 | Frankfurt Universe | 20 – 0 (rinviata) | Allgäu Comets | PSD Bank Arena |

#### 7ª giornata
| Colonia 31 luglio 2021, ore 15:03 | Cologne Crocodiles | 28 – 43 (7-7 7-10 6-13 8-13) referto | New Yorker Lions | Südstadion\| Arbitro: \| Kopka \| |
| Arbitro:                          | Kopka              |                                      |                  |                                   |

| Kiel 31 luglio 2021, ore 15:30 | Kiel Baltic Hurricanes | 28 – 15 (7-7 7-0 7-0 7-8) referto | Berlin Rebels | Moorteichwiese (500 spett.)\| Arbitro: \| Schwieger \| |
| Arbitro:                       | Schwieger              |                                   |               |                                                        |

| Weingarten 31 luglio 2021, ore 16:45 | Ravensburg Razorbacks | 29 – 32 (2-14 13-11 7-7 7-0) referto | Allgäu Comets | Lindenhofstadion (1396 spett.)\| Arbitro: \| Fischer \| |
| Arbitro:                             | Fischer               |                                      |               |                                                         |

| Schwäbisch Hall 31 luglio 2021, ore 17:00 | Schwäbisch Hall Unicorns | 77 – 0 (13-0 35-0 13-0 16-0) referto | Frankfurt Universe | Optima Sportpark (1040 spett.)\| Arbitro: \| Nabinger \| |
| Arbitro:                                  | Nabinger                 |                                      |                    |                                                          |

| Saarbrücken 1º agosto 2021, ore 17:00 | Saarland Hurricanes | 51 – 6 (20-0 10-0 14-6 7-0) referto | Marburg Mercenaries | Ludwigsparkstadion (500 spett.)\| Arbitro: \| Schrader \| |
| Arbitro:                              | Schrader            |                                     |                     |                                                           |

#### 8ª giornata
| Dresda 7 agosto 2021, ore 15:00 | Dresden Monarchs | 61 – 48 (28-14 14-14 7-14 12-6) referto | Kiel Baltic Hurricanes | Heinz-Steyer-Stadion (1500 spett.)\| Arbitro: \| Voigtländer \| |
| Arbitro:                        | Voigtländer      |                                         |                        |                                                                 |

| Monaco di Baviera 7 agosto 2021, ore 16:00 | Munich Cowboys | 27 – 0 (7-0 13-0 0-0 7-0) referto | Marburg Mercenaries | Städtisches Stadion an der Dantestraße (1100 spett.)\| Arbitro: \| Plendl \| |
| Arbitro:                                   | Plendl         |                                   |                     |                                                                              |

| Kempten 8 agosto 2021, ore 15:00 | Allgäu Comets | 69 – 0 (14-0 21-0 7-0 27-0) referto | Stuttgart Scorpions | Illerstadion (400 spett.)\| Arbitro: \| Maurer \| |
| Arbitro:                         | Maurer        |                                     |                     |                                                   |

| Berlino 8 agosto 2021, ore 15:00 | Berlin Rebels | 7 – 26 (0-7 7-6 0-6 0-7) referto | Potsdam Royals | Mommsenstadion\| Arbitro: \| Schwieger \| |
| Arbitro:                         | Schwieger     |                                  |                |                                           |

| Weingarten 8 agosto 2021, ore 15:00 | Ravensburg Razorbacks | 12 – 49 (0-14 6-21 6-7 0-7) referto | Schwäbisch Hall Unicorns | Lindenhofstadion (892 spett.)\| Arbitro: \| Stehle \| |
| Arbitro:                            | Stehle                |                                     |                          |                                                       |

#### 9ª giornata
| Dresda 14 agosto 2021, ore 15:00 | Dresden Monarchs | 24 – 19 (7-0 10-13 0-0 7-6) referto | New Yorker Lions | Heinz-Steyer-Stadion (1530 spett.)\| Arbitro: \| Voigtländer \| |
| Arbitro:                         | Voigtländer      |                                     |                  |                                                                 |

| Kiel 14 agosto 2021, ore 15:00 | Kiel Baltic Hurricanes | 35 – 40 (7-14 14-6 0-6 14-14) referto | Cologne Crocodiles | Kiliaplatz (500 spett.)\| Arbitro: \| Pruin \| |
| Arbitro:                       | Pruin                  |                                       |                    |                                                |

| Francoforte sul Meno 14 agosto 2021, ore 16:45 | Frankfurt Universe | 22 – 64 (3-14 0-22 6-22 13-6) referto | Ravensburg Razorbacks | PSD Bank Arena (306 spett.)\| Arbitro: \| Nabinger \| |
| Arbitro:                                       | Nabinger           |                                       |                       |                                                       |

| Schwäbisch Hall 14 agosto 2021, ore 17:00 | Schwäbisch Hall Unicorns | 33 – 21 (10-7 3-0 14-7 6-7) referto | Allgäu Comets | Optima Sportpark (1192 spett.)\| Arbitro: \| Fischer \| |
| Arbitro:                                  | Fischer                  |                                     |               |                                                         |

| Stoccarda 14 agosto 2021, ore 17:00 | Stuttgart Scorpions | 6 – 47 (0-13 0-20 0-0 6-14) referto | Saarland Hurricanes | Gazi-Stadion auf der Waldau (355 spett.)\| Arbitro: \| Stehle \| |
| Arbitro:                            | Stehle              |                                     |                     |                                                                  |

| Potsdam 14 agosto 2021, ore 18:00 | Potsdam Royals | 29 – 7 (7-0 0-7 14-0 8-0) referto | Berlin Rebels | Karl-Liebknecht-Stadion (1800 spett.)\| Arbitro: \| Gitting \| |
| Arbitro:                          | Gitting        |                                   |               |                                                                |

#### 10ª giornata
| Berlino 21 agosto 2021, ore 15:00 | Berlin Rebels | 6 – 37 (0-9 0-7 0-7 6-14) referto | Dresden Monarchs | Mommsenstadion\| Arbitro: \| Pruin \| |
| Arbitro:                          | Pruin         |                                   |                  |                                       |

| Colonia 21 agosto 2021, ore 15:06 | Cologne Crocodiles | 26 – 27 (7-0 13-7 6-7 0-13) referto | Potsdam Royals | Südstadion\| Arbitro: \| Schrader \| |
| Arbitro:                          | Schrader           |                                     |                |                                      |

| Saarbrücken 21 agosto 2021, ore 17:00 | Saarland Hurricanes | 14 – 3 (0-0 7-3 7-0 0-0) referto | Munich Cowboys | Ludwigsparkstadion\| Arbitro: \| Nabinger \| |
| Arbitro:                              | Nabinger            |                                  |                |                                              |

| Braunschweig 22 agosto 2021, ore 15:00 | New Yorker Lions | 49 – 14 (14-0 21-7 0-0 14-7) referto | Kiel Baltic Hurricanes | Eintracht-Stadion (1016 spett.)\| Arbitro: \| Voigtlaender \| |
| Arbitro:                               | Voigtlaender     |                                      |                        |                                                               |

| Weingarten 22 agosto 2021, ore 15:00 | Ravensburg Razorbacks | 47 – 19 (14-0 13-7 7-6 13-6) referto | Stuttgart Scorpions | Lindenhofstadion (1196 spett.)\| Arbitro: \| Maurer \| |
| Arbitro:                             | Maurer                |                                      |                     |                                                        |

| Kempten 22 agosto 2021, ore 15:00 | Allgäu Comets | 42 – 10 (7-3 15-7 0-0 20-0) referto | Frankfurt Universe | Illerstadion (490 spett.)\| Arbitro: \| Plendl \| |
| Arbitro:                          | Plendl        |                                     |                    |                                                   |

| Marburgo 22 agosto 2021, ore 16:00 | Marburg Mercenaries | 16 – 77 (0-14 13-35 0-14 3-14) referto | Schwäbisch Hall Unicorns | Georg-Gaßmann-Stadion (445 spett.)\| Arbitro: \| Nabinger \| |
| Arbitro:                           | Nabinger            |                                        |                          |                                                              |

#### 11ª giornata
| Kiel 28 agosto 2021, ore 15:00 | Kiel Baltic Hurricanes | 19 – 49 (0-7 7-21 6-14 6-7) referto | Dresden Monarchs | Moorteichwiese (500 spett.)\| Arbitro: \| Pruin \| |
| Arbitro:                       | Pruin                  |                                     |                  |                                                    |

| Potsdam 28 agosto 2021, ore 16:50 | Potsdam Royals | 20 – 35 (6-14 0-14 0-7 14-0) referto | New Yorker Lions | Karl-Liebknecht-Stadion (2100 spett.)\| Arbitro: \| Voigtlaender \| |
| Arbitro:                          | Voigtlaender   |                                      |                  |                                                                     |

| Schwäbisch Hall 28 agosto 2021, ore 17:00 | Schwäbisch Hall Unicorns | 28 – 0 (14-0 7-0 7-0 0-0) referto | Saarland Hurricanes | Optima Sportpark (1180 spett.)\| Arbitro: \| Stehle \| |
| Arbitro:                                  | Stehle                   |                                   |                     |                                                        |

| Francoforte sul Meno 29 agosto 2021, ore 14:58 | Frankfurt Universe | 3 – 34 (3-7 0-20 0-7 0-0) referto | Munich Cowboys | PSD Bank Arena (369 spett.)\| Arbitro: \| D. Schrader \| |
| Arbitro:                                       | D. Schrader        |                                   |                |                                                          |

| Berlino 29 agosto 2021, ore 15:00 | Berlin Rebels | 7 – 20 (0-0 0-6 0-7 7-7) referto | Cologne Crocodiles | Mommsenstadion\| Arbitro: \| Schwieger \| |
| Arbitro:                          | Schwieger     |                                  |                    |                                           |

| Kempten 29 agosto 2021, ore 15:00 | Allgäu Comets | 41 – 12 (0-6 28-0 7-6 6-0) referto | Marburg Mercenaries | Illerstadion (340 spett.)\| Arbitro: \| Plendl \| |
| Arbitro:                          | Plendl        |                                    |                     |                                                   |

#### 12ª giornata
| Stoccarda 4 settembre 2021, ore 17:00 | Stuttgart Scorpions | 0 – 43 (0-16 0-14 0-7 0-6) referto | Schwäbisch Hall Unicorns | Gazi-Stadion auf der Waldau (650 spett.)\| Arbitro: \| Fischer \| |
| Arbitro:                              | Fischer             |                                    |                          |                                                                   |

| Monaco di Baviera 4 settembre 2021, ore 17:05 | Munich Cowboys | 17 – 7 (0-0 7-7 0-0 10-0) referto | Allgäu Comets | Städtisches Stadion an der Dantestraße (1500 spett.)\| Arbitro: \| Maurer \| |
| Arbitro:                                      | Maurer         |                                   |               |                                                                              |

| Braunschweig 4 settembre 2021, ore 18:02 | New Yorker Lions | 21 – 33 (3-0 7-14 8-7 3-12) referto | Cologne Crocodiles | Eintracht-Stadion (1087 spett.)\| Arbitro: \| Schrader \| |
| Arbitro:                                 | Schrader         |                                     |                    |                                                           |

| Dresda 5 settembre 2021, ore 15:00 | Dresden Monarchs | 63 – 7 (14-7 28-0 14-0 7-0) referto | Potsdam Royals | Heinz-Steyer-Stadion (2120 spett.)\| Arbitro: \| Voigtlaender \| |
| Arbitro:                           | Voigtlaender     |                                     |                |                                                                  |

| Saarbrücken 5 settembre 2021, ore 15:00 | Saarland Hurricanes | 27 – 15 (14-7 0-0 3-0 10-8) referto | Ravensburg Razorbacks | Ludwigsparkstadion (789 spett.)\| Arbitro: \| Nabinger \| |
| Arbitro:                                | Nabinger            |                                     |                       |                                                           |

| Marburgo 5 settembre 2021, ore 16:00 | Marburg Mercenaries | 27 – 30 (14-0 7-16 0-0 6-14) referto | Frankfurt Universe | Georg-Gaßmann-Stadion (665 spett.)\| Arbitro: \| Stehle \| |
| Arbitro:                             | Stehle              |                                      |                    |                                                            |

### Classifica
Le classifiche della regular season sono le seguenti.
- PCT = percentuale di vittorie, G = partite giocate, V = partite vinte,  P = partite perse, PF = punti fatti, PS = punti subiti

#### GFL Nord 1
| Pos. | Squadra            | PCT  | G  | V | N | P | PF  | PS  |
| ---- | ------------------ | ---- | -- | - | - | - | --- | --- |
| 1    | Cologne Crocodiles | .600 | 10 | 6 | 0 | 4 | 319 | 278 |
| 2    | New Yorker Lions   | .500 | 10 | 5 | 0 | 5 | 288 | 260 |
| 3    | Berlin Rebels      | .100 | 10 | 1 | 0 | 9 | 119 | 297 |

#### GFL Nord 2
| Pos. | Squadra                | PCT  | G  | V | N | P | PF  | PS  |
| ---- | ---------------------- | ---- | -- | - | - | - | --- | --- |
| 1    | Dresden Monarchs       | .900 | 10 | 9 | 0 | 1 | 444 | 243 |
| 2    | Potsdam Royals         | .700 | 10 | 7 | 0 | 3 | 312 | 191 |
| 3    | Kiel Baltic Hurricanes | .200 | 10 | 2 | 0 | 8 | 217 | 429 |

#### GFL Süd 1
| Pos. | Squadra                  | PCT   | G  | V  | N | P | PF  | PS  |
| ---- | ------------------------ | ----- | -- | -- | - | - | --- | --- |
| 1    | Schwäbisch Hall Unicorns | 1.000 | 10 | 10 | 0 | 0 | 512 | 90  |
| 2    | Saarland Hurricanes      | .800  | 10 | 8  | 0 | 2 | 332 | 147 |
| 3    | Ravensburg Razorbacks    | .500  | 10 | 5  | 0 | 5 | 281 | 298 |
| 4    | Stuttgart Scorpions      | .100  | 10 | 1  | 0 | 9 | 128 | 457 |

#### GFL Süd 2
| Pos. | Squadra             | PCT  | G  | V | N | P | PF  | PS  |
| ---- | ------------------- | ---- | -- | - | - | - | --- | --- |
| 1    | Allgäu Comets       | .667 | 10 | 6 | 0 | 4 | 270 | 162 |
| 2    | Munich Cowboys      | .600 | 10 | 6 | 0 | 4 | 289 | 118 |
| 3    | Marburg Mercenaries | .200 | 10 | 2 | 0 | 8 | 189 | 350 |
| 4    | Frankfurt Universe  | .111 | 10 | 2 | 0 | 8 | 117 | 496 |

## Playoff e playout

### Tabellone
|  | Quarti di finale | Quarti di finale         | Quarti di finale    |                          |                     | Semifinali               | Semifinali | Semifinali |  |  | XLII SharkWater German Bowl | XLII SharkWater German Bowl | XLII SharkWater German Bowl |
|  |                  |                          |                     |                          |                     |                          |            |            |  |  |                             |                             |                             |
|  | 1N               | Dresden Monarchs         | 50                  |                          |                     |                          |            |            |  |  |                             |                             |                             |
|  | 4S               | Allgäu Comets            | 13                  |                          |                     |                          |            |            |  |  |                             |                             |                             |
|  | 4S               | Allgäu Comets            | 13                  |                          | 1N                  | Dresden Monarchs         | 37         |            |  |  |                             |                             |                             |
|  |                  |                          |                     |                          | 1N                  | Dresden Monarchs         | 37         |            |  |  |                             |                             |                             |
|  |                  | 2S                       | Saarland Hurricanes | 0                        |                     |                          |            |            |  |  |                             |                             |                             |
|  | 2S               | 2S                       | Saarland Hurricanes | 0                        | Saarland Hurricanes | 35                       |            |            |  |  |                             |                             |                             |
|  | 2S               |                          |                     |                          | Saarland Hurricanes | 35                       |            |            |  |  |                             |                             |                             |
|  | 3N               | Cologne Crocodiles       | 16                  |                          |                     |                          |            |            |  |  |                             |                             |                             |
|  |                  |                          |                     |                          |                     |                          |            |            |  |  | 1N                          | Dresden Monarchs            | 28                          |
|  |                  |                          | 1S                  | Schwäbisch Hall Unicorns | 19                  |                          |            |            |  |  |                             |                             |                             |
|  | 1S               | Schwäbisch Hall Unicorns | 38                  |                          |                     |                          |            |            |  |  |                             |                             |                             |
|  | 4N               | New Yorker Lions         | 13                  |                          |                     |                          |            |            |  |  |                             |                             |                             |
|  | 4N               | New Yorker Lions         | 13                  |                          | 1S                  | Schwäbisch Hall Unicorns | 28         |            |  |  |                             |                             |                             |
|  |                  |                          |                     |                          | 1S                  | Schwäbisch Hall Unicorns | 28         |            |  |  |                             |                             |                             |
|  |                  | 2N                       | Potsdam Royals      | 18                       |                     |                          |            |            |  |  |                             |                             |                             |
|  | 2N               | 2N                       | Potsdam Royals      | 18                       | Potsdam Royals      | 36                       |            |            |  |  |                             |                             |                             |
|  | 2N               |                          |                     |                          | Potsdam Royals      | 36                       |            |            |  |  |                             |                             |                             |
|  | 3S               | Munich Cowboys           | 23                  |                          |                     |                          |            |            |  |  |                             |                             |                             |

### Quarti di finale
| Dresda 18 settembre 2021, ore 15:00 | Dresden Monarchs | 50 – 13 (14-0 17-0 14-7 5-6) referto | Allgäu Comets | Heinz-Steyer-Stadion (1970 spett.)\| Arbitro: \| Voigtlaender \| |
| Arbitro:                            | Voigtlaender     |                                      |               |                                                                  |

| Schwäbisch Hall 18 settembre 2021, ore 16:17 | Schwäbisch Hall Unicorns | 38 – 13 (14-7 7-6 7-0 10-0) referto | New Yorker Lions | Optima Sportpark (2032 spett.)\| Arbitro: \| Maurer \| |
| Arbitro:                                     | Maurer                   |                                     |                  |                                                        |

| Saarbrücken 19 settembre 2021, ore 15:00 | Saarland Hurricanes | 35 – 16 (0-7 14-3 14-6 7-0) referto | Cologne Crocodiles | Ludwigsparkstadion (1400 spett.)\| Arbitro: \| Nabinger \| |
| Arbitro:                                 | Nabinger            |                                     |                    |                                                            |

| Potsdam 19 settembre 2021, ore 16:00 | Potsdam Royals | 36 – 23 (7-3 7-0 0-6 22-14) referto | Munich Cowboys | Karl-Liebknecht-Stadion (2000 spett.)\| Arbitro: \| Schwieger \| |
| Arbitro:                             | Schwieger      |                                     |                |                                                                  |

### Semifinali
| Dresda 25 settembre 2021, ore 15:15 | Dresden Monarchs | 37 – 0 (14-0 14-0 9-0 0-0) referto | Saarland Hurricanes | Heinz-Steyer-Stadion (2500 spett.)\| Arbitro: \| Schwieger \| |
| Arbitro:                            | Schwieger        |                                    |                     |                                                               |

| Schwäbisch Hall 25 settembre 2021, ore 17:03 | Schwäbisch Hall Unicorns | 28 – 18 (14-6 7-6 7-0 0-6) referto | Potsdam Royals | Optima Sportpark (2410 spett.)\| Arbitro: \| Fischer \| |
| Arbitro:                                     | Fischer                  |                                    |                |                                                         |

### Playout

#### GFL Süd
Incontri non disputati per mancanza di giocatori negli Stuttgart Scorpions, che sono quindi retrocessi direttamente.
| 18-19 settembre 2021 | Stuttgart Scorpions | - – - | Straubing Spiders |  |

| 25-26 settembre 2021 | Straubing Spiders | - – - | Stuttgart Scorpions |  |

### XLII SharkWater German Bowl
| Arbitri: | Nabinger Fotsch Litz Mollzahn Wahl Steiner Pois Herrmann |

| |           | |
| D. Stewart jr. 4':59" Q1 (TD) 14yd pass from K.J. Carta-Samuels F. Finke Q1 (pat) D. Whaley 4':46" Q3 (TD) 12yd run F. Finke Q3 (pat) F. Finke 0':45" Q3 (FG) 25yd F. Finke 5':13" Q4 (FG) 26yd R. Kalous 2':31" Q4 (TD) 16yd pass from K.J. Carta-Samuels D. Whaley Q4 (tpc) pass from K.J. Carta-Samuels | Marcatori | Rutenbeck 1':36" Q1 (TD) 28yd pass from A. Haupert Rutenbeck 0':31" Q2 (TD) 10yd pass from Hennessey Mayr 10':53" Q3 (TD) 26yd pass from Hennessey Stadelmayr Q3 (pat) |

## Verdetti
- Dresden Monarchs Campioni della Germania 2021
- Stuttgart Scorpions retrocessi in GFL2 2022

## Marcatori
NB: sono esclusi i playout.

| Giocatore      | Sq.                      | TD rush | TD recv | TD int | TD p.ret | TD k.ret | TD oth | Xp1   | Xp2 | FG  | Saf | Totale |
| -------------- | ------------------------ | ------- | ------- | ------ | -------- | -------- | ------ | ----- | --- | --- | --- | ------ |
| D. Stewart jr. | Dresden Monarchs         | 0+0     | 20+2    | 0+0    | 0+0      | 1+0      | 0+0    | 0+0   | 0+0 | 0+0 | 0+0 | 138    |
| Mayon          | Potsdam Royals           | 20+1    | 1+0     | 0+0    | 0+0      | 0+0      | 0+0    | 0+0   | 0+0 | 0+0 | 0+0 | 132    |
| F. Finke       | Dresden Monarchs         | 0+0     | 0+0     | 0+0    | 0+0      | 0+0      | 0+0    | 58+13 | 0+0 | 8+4 | 0+0 | 107    |
| Castle         | Cologne Crocodiles       | 0+0     | 15+1    | 0+0    | 0+0      | 0+0      | 0+0    | 0+0   | 1+0 | 0+0 | 0+0 | 98     |
| Stadelmayr     | Schwäbisch Hall Unicorns | 0+0     | 0+0     | 0+0    | 0+0      | 0+0      | 0+0    | 63+10 | 0+0 | 6+1 | 0+0 | 94     |
| W. Carr        | Kiel Baltic Hurricanes   | 0       | 15      | 0      | 0        | 0        | 0      | 0     | 0   | 0   | 0   | 90     |
| Silbermann     | Munich Cowboys           | 0+0     | 12+2    | 0+0    | 0+0      | 0+0      | 0+0    | 0+0   | 0+1 | 0+0 | 0+0 | 86     |
| Jackson        | Cologne Crocodiles       | 0       | 14      | 0      | 0        | 0        | 0      | 0     | 0   | 0   | 0   | 84     |
| Wilzeck        | Dresden Monarchs         | 0+0     | 11+2    | 0+0    | 0+0      | 0+0      | 0+0    | 0+0   | 0+0 | 0+0 | 0+1 | 80     |
| Santiago       | Schwäbisch Hall Unicorns | 10+2    | 1+0     | 0+0    | 0+0      | 0+0      | 0+0    | 0+0   | 0+0 | 0+0 | 0+0 | 78     |
| Toonga         | Allgäu Comets            | 12      | 0       | 0      | 0        | 0        | 0      | 0     | 2   | 0   | 0   | 76     |
| McFerren       | Ravensburg Razorbacks    | 10      | 1       | 0      | 0        | 0        | 0      | 0     | 4   | 0   | 0   | 74     |
| R. Kalous      | Dresden Monarchs         | 0+0     | 11+1    | 0+0    | 0+0      | 0+0      | 0+0    | 0+0   | 0+0 | 0+0 | 0+0 | 72     |
| V. Wharton     | Saarland Hurricanes      | 0+0     | 10+1    | 0+0    | 0+0      | 1+0      | 0+0    | 0+0   | 0+0 | 0+0 | 0+0 | 72     |
| E. Edwards     | New Yorker Lions         | 9       | 2       | 0      | 0        | 0        | 0      | 0     | 0   | 0   | 0   | 66     |
| 2 giocatori    | 61                       |         |         |        |          |          |        |       |     |     |     |        |
| Böhringer      | Schwäbisch Hall Unicorns | 0+1     | 8+1     | 0+0    | 0+0      | 0+0      | 0+0    | 0+0   | 0+0 | 0+0 | 0+0 | 60     |
| 2 giocatori    | 54                       |         |         |        |          |          |        |       |     |     |     |        |
| Jeckstadt      | New Yorker Lions         | 0+0     | 0+0     | 0+0    | 0+0      | 0+0      | 0+0    | 31+1  | 0+0 | 7+0 | 0+0 | 53     |
| 5 giocatori    | 48                       |         |         |        |          |          |        |       |     |     |     |        |
| 2 giocatori    | 44                       |         |         |        |          |          |        |       |     |     |     |        |
| 4 giocatori    | 42                       |         |         |        |          |          |        |       |     |     |     |        |
| 5 giocatori    | 36                       |         |         |        |          |          |        |       |     |     |     |        |
| J. Mensching   | Cologne Crocodiles       | 0       | 1       | 0      | 0        | 0        | 0      | 19    | 0   | 3   | 0   | 34     |
| N. Pirone      | Marburg Mercenaries      | 0       | 0       | 0      | 0        | 0        | 0      | 21    | 0   | 4   | 0   | 33     |
| 6 giocatori    | 30                       |         |         |        |          |          |        |       |     |     |     |        |
| Bals           | Potsdam Royals           | 0       | 0       | 0      | 0        | 0        | 0      | 26    | 0   | 1   | 0   | 29     |
| R. Smith       | Ravensburg Razorbacks    | 0       | 4       | 0      | 0        | 0        | 0      | 0     | 2   | 0   | 0   | 28     |
| Mi. Mayer      | Ravensburg Razorbacks    | 0       | 4       | 0      | 0        | 0        | 0      | 0     | 1   | 0   | 0   | 26     |
| 11 giocatori   | 24                       |         |         |        |          |          |        |       |     |     |     |        |
| L. Diez        | Ravensburg Razorbacks    | 0       | 0       | 0      | 0        | 0        | 0      | 20    | 0   | 1   | 0   | 23     |
| Schimenz       | Allgäu Comets            | 3       | 0       | 0      | 0        | 0        | 0      | 2     | 0   | 0   | 0   | 21     |
| 4 giocatori    | 20                       |         |         |        |          |          |        |       |     |     |     |        |
| F. Lengauer    | Munich Cowboys           | 0       | 1       | 0      | 0        | 0        | 0      | 7     | 0   | 2   | 0   | 19     |
| 11 giocatori   | 18                       |         |         |        |          |          |        |       |     |     |     |        |
| S. Huxtable    | Allgäu Comets            | 2       | 0       | 0      | 0        | 0        | 0      | 0     | 2   | 0   | 0   | 16     |
| M. Precht      | Kiel Baltic Hurricanes   | 0       | 0       | 0      | 0        | 0        | 0      | 15    | 0   | 0   | 0   | 15     |
| 2 giocatori    | 14                       |         |         |        |          |          |        |       |     |     |     |        |
| 27 giocatori   | 12                       |         |         |        |          |          |        |       |     |     |     |        |
| H. Werner      | Potsdam Royals           | 0+0     | 0+0     | 0+0    | 0+0      | 0+0      | 0+0    | 7+4   | 0+0 | 0+0 | 0+0 | 11     |
| 4 giocatori    | 9                        |         |         |        |          |          |        |       |     |     |     |        |
| 2 giocatori    | 8                        |         |         |        |          |          |        |       |     |     |     |        |
| D. Knapp       | Stuttgart Scorpions      | 0       | 0       | 0      | 0        | 0        | 0      | 4     | 0   | 1   | 0   | 7      |
| 58 giocatori   | 6                        |         |         |        |          |          |        |       |     |     |     |        |
| Slack          | Schwäbisch Hall Unicorns | 0       | 0       | 0      | 0        | 0        | 0      | 2     | 0   | 1   | 0   | 5      |
| 3 giocatori    | 4                        |         |         |        |          |          |        |       |     |     |     |        |
| M. Budweth     | Berlin Rebels            | 0       | 0       | 0      | 0        | 0        | 0      | 3     | 0   | 0   | 0   | 3      |
| 8 giocatori    | 2                        |         |         |        |          |          |        |       |     |     |     |        |

- Miglior marcatore della stagione regolare: Mayon ( Potsdam Royals) e D. Stewart jr.  Dresden Monarchs, 126
- Miglior marcatore dei playoff: D. Whaley ( Dresden Monarchs) 38
- Miglior marcatore della stagione: D. Stewart jr.  Dresden Monarchs, 138

## Passer rating
NB: sono esclusi i playout.

La classifica tiene in considerazione soltanto i quarterback con almeno 10 lanci effettuati.
| Giocatore          | Sq.                      | G    | Att    | Comp   | Int  | Yds      | TD   | NFL    | NCAA   |
| ------------------ | ------------------------ | ---- | ------ | ------ | ---- | -------- | ---- | ------ | ------ |
| I. Gehrke          | Schwäbisch Hall Unicorns | 6    | 67     | 48     | 2    | 788      | 16   | 137,94 | 243,27 |
| Bjerre             | Ravensburg Razorbacks    | 8    | 79     | 51     | 2    | 884      | 9    | 129,93 | 191,08 |
| Slack              | Schwäbisch Hall Unicorns | 3    | 31     | 17     | 1    | 276      | 6    | 111,02 | 187,05 |
| K.J. Carta-Samuels | Dresden Monarchs         | 10+3 | 352+79 | 225+59 | 5+3  | 3340+698 | 46+8 | 127,88 | 182,23 |
| A. Haupert         | Schwäbisch Hall Unicorns | 7+2  | 122+21 | 81+15  | 4+0  | 1202+215 | 12+4 | 124,96 | 181,70 |
| Goldin             | Saarland Hurricanes      | 10+2 | 270+55 | 190+36 | 5+1  | 2609+487 | 28+5 | 125,88 | 179,37 |
| Schimenz           | Allgäu Comets            | 4    | 60     | 35     | 1    | 623      | 3    | 103,68 | 158,72 |
| Strong             | Cologne Crocodiles       | 10+1 | 362+38 | 231+24 | 14+3 | 3185+285 | 32+1 | 101,15 | 155,34 |
| J. Germinerio      | Kiel Baltic Hurricanes   | 9    | 264    | 160    | 6    | 2265     | 21   | 105,38 | 154,38 |
| P. Settles         | Potsdam Royals           | 9+2  | 96+23  | 59+13  | 3+2  | 803+135  | 10+2 | 101,45 | 151,59 |
| H. Wolk            | Kiel Baltic Hurricanes   | 6    | 54     | 29     | 2    | 500      | 4    | 94,68  | 148,52 |
| Sottilare          | Munich Cowboys           | 7    | 182    | 112    | 6    | 1429     | 15   | 99,82  | 148,10 |
| Weishaupt          | Marburg Mercenaries      | 10   | 245    | 161    | 6    | 1804     | 14   | 96,37  | 141,52 |
| Kennedy            | New Yorker Lions         | 10+1 | 244+31 | 147+14 | 3+5  | 1899+129 | 21+1 | 96,14  | 141,07 |
| W. Hutchinson      | Stuttgart Scorpions      | 4    | 93     | 52     | 4    | 645      | 10   | 95,50  | 141,05 |
| Hennessey          | Schwäbisch Hall Unicorns | 0+1  | 0+23   | 0+13   | 0+1  | 0+164    | 0+2  | 89,76  | 136,42 |
| R. Deal            | Ravensburg Razorbacks    | 10   | 274    | 150    | 7    | 2088     | 16   | 88,28  | 132,92 |
| E. Seidel          | Dresden Monarchs         | 2+2  | 9+6    | 4+2    | 1+0  | 79+24    | 2+0  | 75,83  | 128,35 |
| Rescigno           | Potsdam Royals           | 7+2  | 61+6   | 33+3   | 1+0  | 393+24   | 4+0  | 86,47  | 122,73 |
| B. Reaume          | Stuttgart Scorpions      | 4    | 58     | 33     | 1    | 433      | 1    | 79,17  | 121,85 |
| S. Huxtable        | Allgäu Comets            | 6+1  | 65+14  | 35+9   | 4+0  | 376+86   | 5+1  | 77,08  | 119,76 |
| Isom               | Berlin Rebels            | 1    | 24     | 15     | 0    | 121      | 1    | 89,06  | 118,60 |
| Dinglreiter        | Munich Cowboys           | 3    | 12     | 6      | 0    | 58       | 1    | 91,67  | 118,10 |
| T. Shambry II      | Frankfurt Universe       | 2    | 33     | 18     | 2    | 206      | 2    | 68,50  | 114,86 |
| M. Carter          | Allgäu Comets            | 4    | 82     | 45     | 0    | 495      | 2    | 81,10  | 113,63 |
| Engelmann          | Munich Cowboys           | 3+1  | 51+23  | 24+13  | 1+1  | 250+109  | 4+2  | 79,73  | 112,10 |
| L. Raue            | Munich Cowboys           | 4    | 22     | 8      | 0    | 118      | 1    | 69,89  | 96,42  |
| D. Wade            | Berlin Rebels            | 5    | 97     | 40     | 3    | 473      | 4    | 57,62  | 89,62  |
| G. Cuiellette      | Frankfurt Universe       | 6    | 130    | 55     | 7    | 723      | 4    | 48,33  | 88,41  |
| Isom               | Berlin Rebels            | 4    | 76     | 34     | 1    | 315      | 2    | 59,92  | 85,61  |
| C. Goeppel         | Stuttgart Scorpions      | 7    | 113    | 59     | 8    | 389      | 3    | 39,29  | 75,73  |
| F. El-Hendi        | Frankfurt Universe       | 5    | 28     | 12     | 3    | 117      | 0    | 15,62  | 56,53  |
| L. Rüdiger         | Frankfurt Universe       | 5    | 26     | 13     | 2    | 66       | 0    | 24,20  | 55,94  |
| L. Adjouri         | Berlin Rebels            | 4    | 18     | 3      | 3    | 34       | 0    | 0,00   | -0,80  |

- Miglior QB della stagione regolare: I. Gehrke ( Schwäbisch Hall Unicorns), 243,27
- Miglior QB dei playoff: A. Haupert ( Schwäbisch Hall Unicorns), 220,29
- Miglior QB della stagione: I. Gehrke ( Schwäbisch Hall Unicorns), 243,27